# Санчес, Джованни Феличе
Джова́нни Фели́че Са́нчес (итал. Giovanni Felice Sances (Sancies, Sanci, Sanes, Sanchez); около 1600, Рим — 24 ноября 1679, Вена) — итальянский композитор и оперный певец эпохи барокко.

## Биография
Джованни Феличе родился в музыкальной семье. Его отец был певцом, виртуозное пение брата неоднократно упоминалось в публикациях того времени. Начало музыкальной картеры Санчеса происходило в Риме, где он с девятилетнего возраста обучался музыке и пел сопрано в Collegio Germanico. В 1618 году он оказывается в Падуе. Следующие 20 лет он работает в Венеции при покровительстве будущего дожа Николо Сагредо и маркиза Обицци из Падуи.
В декабре 1636 года при поддержке капеллана и профессора Валерьяно Бонвичино, он устраивается работать в Вене тенором в капелле императора Фердинанда II. Вся дальнейшая жизнь и творчество Санчеса связаны с Венским двором. Через три года, в 1639, Санчес уже становится самым высокооплачиваемым певцом придворной капеллы. 27 марта 1642 год он женился на Анне Людвиг, получив к свадьбе личный подарок императора. В течение последующих 17 лет брака у них родилось не менее 12 детей. В 1649 году назначен помощником капельмейстера двора, ещё через двадцать лет стал капельмейстером. В этой должности он работал вплоть до своей смерти, несмотря на болезни. Похоронен в церкви святого Августина при королевском дворце.

## Сочинения
Санчес оставил после себя значительный объём сочинений, значительная часть которых, упомянутая в каталоге частной музыкальной коллекции императора Леопольда I «Distinta specificatione dell’archivio musicale per il servizio della cappella e camera cesarea», к сожалению, не дошла до настоящего времени. Он был одним из самых активных композиторов своего времени. Придворная капелла исполняла ряд его сочинений на протяжении десятилетий после смерти автора.
В настоящее время сочинения Санчеса активно исполняются и записываются музыкантами — последователями аутентизма.

## Оперы
- Ermiona (3, P.E. degli Obizzi), 1636
- I trionfi d’Amore (dramma imperfetta, 5, licenza), 1649
- La Roselmina fatte canora (3, A. Amalteo), 1662
- Mercurio esploratore (3, Amalteo), 1662
- Apollo deluso (dramma, 3, licenza, A. Draghi), 1669
- Aristomene Messenio (dramma, 3, licenza, N. Minato), 1670

## Духовная музыка
- Le lachrime di S Pietro, 1666
- La morte debellata (Draghi), 1669
- Le sette consolationi di Maria Vergine (Minato), 1670
- Il trionfo della croce (Minato), 1671
- Il paradiso aperto per la morte di Christo (Minato), 1672
- L’ingiustitia della sentenza di Pilato (Minato), 1676
- а также 54 мессы, 3 реквиема, 6 Вечерен, 37 литургий, 166 псалмов, 56 мотетов

## Светская музыка
В числе творений Санчеса 37 ‘композиций моральных и духовных’, 22 кантаты, 273 ‘любовные композиции’.